# Adolf Riedel

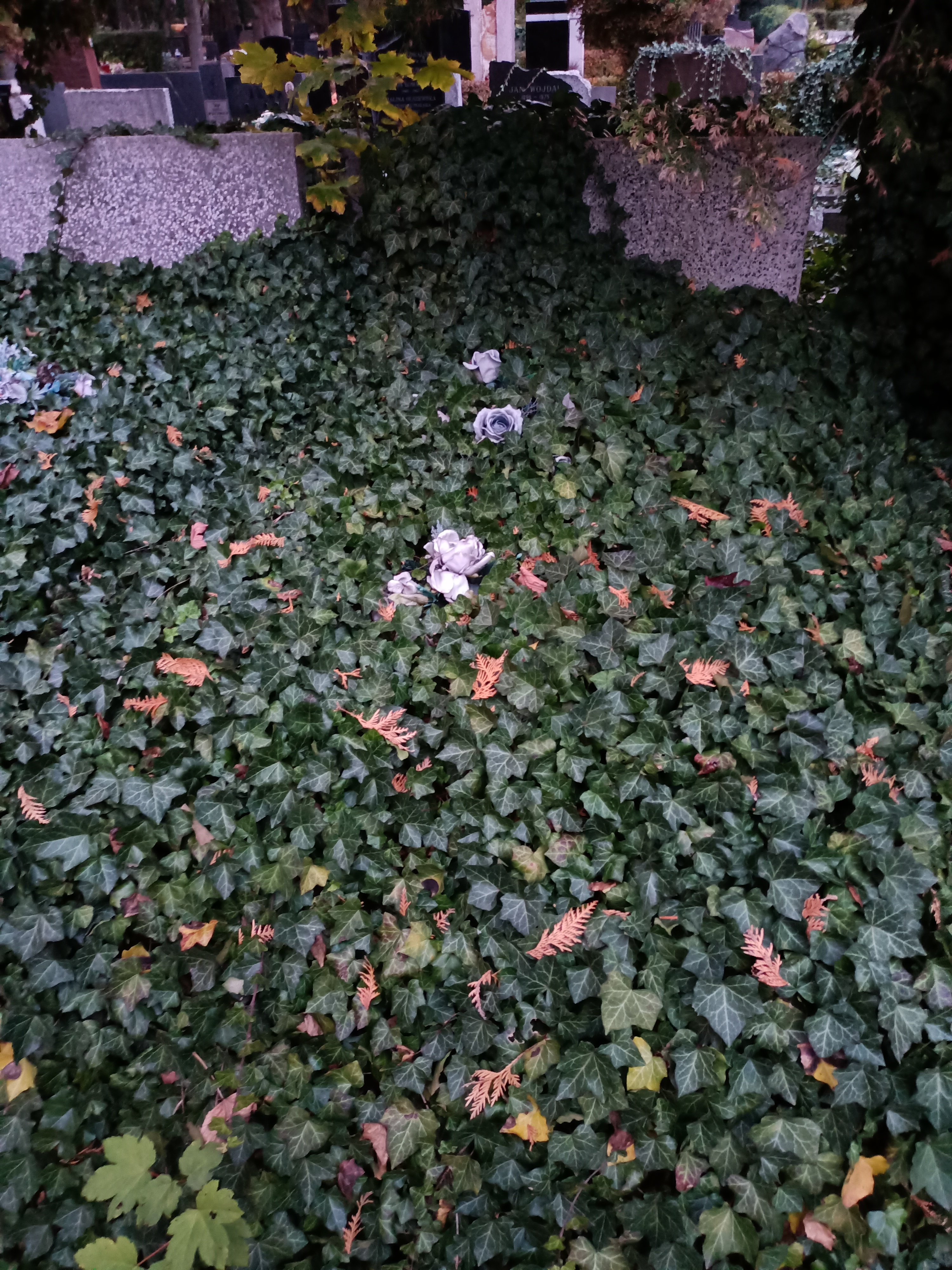
Grób Adolfa Riedela na cmentarzu Wojskowym na Powązkach

Adolf Riedel (ur. 10 marca 1895 w Warszawie, zm. 17 czerwca 1975 tamże) – polski inżynier dróg i mostów, działacz polityczny, poseł do Krajowej Rady Narodowej (1944; 1945–1947).

## Życiorys
Urodził się w rodzinie Gustawa, pracownika Kolei Warszawsko-Wiedeńskiej. W 1912 ukończył prywatne gimnazjum handlowe A. Jeżewskiego podejmując studia na Wydziale Chemicznym Politechniki Warszawskiej. Po rezygnacji z nauki zatrudnił się przy budowie linii kolejowej na Lubelszczyźnie. W 1915 podjął pracę w zakładzie Ubezpieczeń Wzajemnych Budowli od Ognia. W 1918 uczestniczył w rozbrajaniu wojsk niemieckich w Warszawie jako członek milicji ludowej PPS. Od 1919 pracował w Generalnej Dyrekcji Dróg Wodnych. W 1926 ukończył studia na Wydziale Inżynierii PW, po czym zatrudnił się w Państwowym Zarządzie Wodnym, a później w Ministerstwie Robót Publicznych i Liceum Kolejowym w Warszawie. Był inicjatorem powstania żoliborskiej spółdzielni mieszkaniowej "Zimowe leże" oraz jej prezesem.
W czasie II wojny światowej pracował w Urzędzie Budownictwa Wodnego w Warszawie, a od 1943 do 1944 w Stanisławowie przy regulacji Dniestru. W 1942 wstąpił do Związku Syndykalistów Polskich, a rok później do PPR. Według innych źródeł działał w Stronnictwie Pracy. W lutym 1944 dokooptowany do Krajowej Rady Narodowej z nominacji PPR. Wziął udział w powstaniu warszawskim, po czym został wywieziony przez Niemców do obozu koncentracyjnego.
Od 1945 pełnił obowiązki naczelnika Wydziału Dróg Wodnych w Toruniu oraz szefa Okręgowej Dyrekcji Dróg Wodnych w Gdańsku. Organizował państwowe zarządu wodne na Pomorzu i Mazurach. Pod koniec grudnia ponownie zasiadł w KRN, gdzie był przewodniczącym Komisji Morskiej i Handlu Zagranicznego. Przewodniczył sekcji dróg wodnych Wydziału Komunikacji Gdańskiej PPR. W lutym 1947 uzyskał nominację do Państwowej Rady Komunikacyjnej. Był również prezesem Rady Nadzorczej Polskiego Rejestru Statków w Szczecinie.
Od marca 1949 sprawował funkcję wicedyrektora Departamentu Dróg Wodnych Ministerstwa Komunikacji. Od 1949 członek Komitetu Redakcyjnego "Gospodarki Wodnej". Od 1951 naczelny inżynier i wicedyrektor Centralnego Biura Studiów i Projektów Budownictwa Komunalnego, a od 1953 dyrektor Instytutu Gospodarki Komunalnej.
Odznaczony Krzyżem Kawalerskim i Oficerskim (1954) Orderu Odrodzenia Polski. Zmarł w Warszawie, został pochowany na Cmentarzu Wojskowym na Powązkach (kwatera D31-4-9).